# Моша Юрій Ігорович
Юрій Ігорович Моша (рос. Юрий Игоревич Моша; 17 грудня 1975, Новоросійськ, Краснодарський край, РРФСР) — російський підприємець.
Засновник компаній «Російська Америка» і «Другий паспорт».

## Біографія
Народився в Новоросійську Краснодарського краю.
1998 року закінчив Новоросійську філію Кубанського державного технологічного університету.

### Підприємницька діяльність
1995—2011 — власник і керівник рекламної агенції «Пропаганда паблісіті».
2007—2011 — директор «Інвестиційного фонду Кубані». Підприємство, керуючись новелами у законодавстві від 2006 року, будувало триповерхові багатоквартирні будинки площею до 1500 кв. м. на землях на колишніх сільськогосподарських землях села Мисхако, що були переведені під індивідуальне житлове будівництво. За словами Ю.Моші така схема була легальною та з часом привернула увагу місцевої влади.
Навесні 2010 року на два будинки, що зводилися, було накладено арешт у межах забезпечення позову. Моша та його бізнес-партнер начебто отримали натяк про хабар від виконавчого судового приставу, інакше будинки наступного дня буде знесено екскаватором. Після цього підприємці звернувся до правоохоронців, за допомогою яких вимагача було затримано, але швидко відпущено.
У березні 2011 року Юрій Моша виїхав до США, побоюючись арешту через переслідування з боку представників влади. У ЗМІ альтернативна думка: ніби-то підприємницька схема містила порушення, а колишній директор привласнив кошти. Спираючись на пояснення Валерія Дегтярьова, наступника Ю. Моші на посаді директора «Інвестиційного фонду Кубані», журналістка Бешлей Ольга наводить суми, які начебто прихопив Моша: 18 млн рублів підприємства та 12 млн рублів інвесторів за майбутні будинки.
Юрій Моша у свою чергу заперечує подібні звинувачення, називаючи їх наклепом. У березні 2020 року стало відомо, що суд у Новоросійську визнав недостовірними матеріали про підприємця, опубліковані на низці онлайн-майданчиках.
Також 2011 року він заснував компанію «Російська Америка» (Нью-Йорк) з надання комплексних послуг громадянам країн СНД у США. Також запустив компанію pokanepozdno.com для підтримки та соціальної адаптації для допомоги втікачів із Російської Федерації. На YouTube веде канал «Російська Америка».
З 2012 року подав декілька позовів проти російського пропагандистського телеканалу НТВ, компаній Фейбук, Яндекс та інших соцмереж. Позови проти Фейсбук і Яндекс було відхилено з формальних причин.
2017 року заснував компанію «Другий паспорт».
18 лютого 2021 року Юрія було заарештовано рішенням Манхеттенського федерального суду (штат Нью-Йорк). Його звинуватили у змові з метою обману США та змові з метою шахрайства з наданням притулку іммігрантам. На час слухання справи Мошу було звільнено за умови дотримання обмежувальних вимог.

### Громадська діяльність
Про різні сторони діяльності Юрія Моші писало багато відомих ЗМІ BBC, New Times, Forbes, Московський комсомолець, Ехо Москви та інші.
2001 року Юрій Моша серед ініціаторів і засновників автономної некомерційної організації «Новоросійський комітет з прав людини» (НКПЛ).
2009 року Моша підтримав російського міліціонера Олексія Димовського, який виступив з відеозверненням до голови уряду Росії Путіна і офіцерів Росії. Одночасно з цим російська влада через суд намагалася визнати екстремістською організацією та заборонити НКПЛ.
У звіті Обсерваторії із захисту прав правозахисників за 2011 рік стверджується, що протягом 2010 — початку 2011 року члени НКПЛ зазнавали тиску від невідомих і пресингу влади. У світлі цього навесні 2011 року низка членів НКПЛ, серед яких Юрій Моша, виїхала з РФ.

## Особисте життя
Одружений з Іриною Проскурніною, з якою мають двох доньок Софію та Ніколь, також має двоє дітей від першого шлюбу: син Юрій і донька Марія.